# KNVB-Pokal 1968/69
Der KNVB-Pokal 1968/69 war die 51. Auflage des niederländischen Fußball-Pokalwettbewerbs. Pokalsieger wurde Feijenoord Rotterdam. Das Team gewann das Turnier im Wiederholungsspiel gegen PSV Eindhoven, nachdem das erste Endspiel 1:1 unentschieden endete. Da Feijenoord auch nationaler Meister wurde, qualifizierte sich der unterlegene Finalist für den Europapokal der Pokalsieger.

## Modus
Bis zum Viertelfinale wurden die Begegnungen in einem Spiel ausgetragen. Bei unentschiedenem Ausgang wurde zur Ermittlung des Siegers eine Verlängerung von maximal 7½ Minuten gespielt. Stand danach kein Sieger fest, folgte ein Elfmeterschießen mit abwechselnd fünf Schützen jeder Mannschaft. Bei Gleichstand wurde das Elfmeterschießen mit wiederum fünf Schützen wiederholt. Hierbei durfte ein Spieler erneut antreten.
Stand es im Halbfinale bzw. Finale nach regulärer Spielzeit und anschließender Verlängerung unentschieden, wurde das Spiel wiederholt.

## 1. Runde
Teilnehmer: Jeweils alle 18 Mannschaften der Eredivisie, Eerste Divisie und Tweede Divisie.
| Datum      |                     | Ergebnis              |                      |
| ---------- | ------------------- | --------------------- | -------------------- |
| 14.09.1968 | PEC Zwolle          | 0:4                   | Ajax Amsterdam       |
| 14.09.1968 | SVV Schiedam        | 6:1                   | DOS Utrecht          |
| 15.09.1968 | VV Baronie          | 2:4                   | NEC Nijmegen         |
| 15.09.1968 | Haarlemse FC EDO    | 0:3                   | Go Ahead Deventer    |
| 15.09.1968 | AGOVV Apeldoorn     | 0:5                   | Feijenoord Rotterdam |
| 15.09.1968 | Helmond Sport       | 2:0                   | HFC Haarlem          |
| 15.09.1968 | AVV De Volewijckers | 1:0                   | Fortuna SC Geleen    |
| 15.09.1968 | RBC Roosendaal      | 0:1                   | Vitesse Arnheim      |
| 15.09.1968 | SC Gooiland         | 1:5                   | ADO Den Haag         |
| 15.09.1968 | Zaanlandsche FC     | 5:2                   | FC Den Bosch ʼ67     |
| 15.09.1968 | BV De Graafschap    | 2:3                   | Blauw Wit Amsterdam  |
| 15.09.1968 | SC Drente           | 0:1                   | Sparta Rotterdam     |
| 15.09.1968 | VV Eindhoven        | 0:1                   | RKSV Volendam        |
| 15.09.1968 | WVV Wageningen      | 2:4                   | NAC Breda            |
| 15.09.1968 | TSV NOAD            | 3:3 n. V. (3:5 i. E.) | GVAV Rapiditas       |
| 15.09.1968 | VVV-Venlo           | 2:3 n. V.             | VV Elinkwijk         |
| 15.09.1968 | Fortuna Vlaardingen | 0:1 n. V.             | MVV Maastricht       |
| 15.09.1968 | VV Veendam          | 0:3                   | FC Twente '65        |
| 15.09.1968 | Roda JC Kerkrade    | 1:4                   | PSV Eindhoven        |
| 15.09.1968 | Hermes DVS          | 0:1                   | Heracles Almelo      |
| 15.09.1968 | Velox Utrecht       | 0:2                   | Dordrechtsche FC     |
| 15.09.1968 | HVC Amersfoort      | 0:0 n. V. (5:8 i. E.) | DWS Amsterdam        |
| 15.09.1968 | SV Zwolsche Boys    | 0:2                   | AZ '67 Alkmaar       |
| 15.09.1968 | RC Heemstede        | 2:1                   | Willem II Tilburg    |
| 15.09.1968 | Excelsior Rotterdam | 1:0                   | Holland Sport        |
| 15.09.1968 | SV Limburgia        | 3:2                   | SC Cambuur           |
| 15.09.1968 | VV Heerenveen       | 3:1                   | SC Telstar 1963      |

## 2. Runde
| Datum      |                    | Ergebnis              |                      |
| ---------- | ------------------ | --------------------- | -------------------- |
| 27.10.1968 | ADO Den Haag       | 4:2 n. V.             | Blauw Wit Amsterdam  |
| 09.11.1968 | Ajax Amsterdam     | 5:0                   | AVV De Volewijckers  |
| 10.11.1968 | VV Elinkwijk       | 1:2                   | Vitesse Arnheim      |
| 10.11.1968 | Zaanlandsche FC    | 1:0                   | AZ '67 Alkmaar       |
| 10.11.1968 | RC Heemstede       | 1:1 n. V. (4:1 i. E.) | Helmond Sport        |
| 10.11.1968 | NEC Nijmegen       | 2:0                   | MVV Maastricht       |
| 10.11.1968 | Sparta Rotterdam   | 2:1                   | SVV Schiedam         |
| 10.11.1968 | NAC Breda          | 0:0 n. V. (3:4 i. E.) | Heracles Almelo      |
| 10.11.1968 | VV Heerenveen      | 2:1 n. V.             | Excelsior Rotterdam  |
| 10.11.1968 | SV Limburgia       | 1:3                   | RKSV Volendam        |
| 10.11.1968 | FC Twente '65      | 2:1                   | GVAV Rapiditas 1     |
| 10.11.1968 | DWS Amsterdam      | 1:0                   | Go Ahead Deventer    |
| 10.11.1968 | Dordrechtsche FC 1 | 0:4                   | Feijenoord Rotterdam |
|            | PSV Eindhoven      | Freilos               |                      |

## 3. Runde
| Datum      |                  | Ergebnis                |                      |
| ---------- | ---------------- | ----------------------- | -------------------- |
| 09.03.1969 | Ajax Amsterdam   | 1:2                     | Feijenoord Rotterdam |
| 09.03.1969 | VV Heerenveen    | 1:2 n. V.               | Vitesse Arnheim      |
| 09.03.1969 | Sparta Rotterdam | 3:0                     | Zaanlandsche FC      |
| 09.03.1969 | RC Heemstede     | 0:2                     | Dordrechtsche FC     |
| 09.03.1969 | NEC Nijmegen     | 2:1 n. V.               | ADO Den Haag         |
| 09.03.1969 | RKSV Volendam    | 1:2                     | Heracles Almelo      |
| 09.03.1969 | GVAV Rapiditas   | 1:5                     | PSV Eindhoven        |
| 09.03.1969 | FC Twente '65    | 1:1 n. V. (11:13 i. E.) | DWS Amsterdam        |

## Viertelfinale
| Datum      |                      | Ergebnis |                  |
| ---------- | -------------------- | -------- | ---------------- |
| 04.05.1969 | Vitesse Arnheim      | 0:7      | PSV Eindhoven    |
| 20.05.1969 | Dordrechtsche FC     | 0:1      | Sparta Rotterdam |
| 20.05.1969 | DWS Amsterdam        | 4:3      | Heracles Almelo  |
| 20.05.1969 | Feijenoord Rotterdam | 4:1      | NEC Nijmegen     |

## Halbfinale
| Datum      |                      | Ergebnis  |                  |
| ---------- | -------------------- | --------- | ---------------- |
| 04.06.1969 | Feijenoord Rotterdam | 3:1       | DWS Amsterdam    |
| 04.06.1969 | PSV Eindhoven        | 1:1 n. V. | Sparta Rotterdam |

### Wiederholungsspiel
| Datum      |               | Ergebnis |                  |
| ---------- | ------------- | -------- | ---------------- |
| 08.06.1969 | PSV Eindhoven | 1:0      | Sparta Rotterdam |

## Finale
| Feijenoord Rotterdam                            | Feijenoord Rotterdam | PSV Eindhoven | PSV Eindhoven |
| ----------------------------------------------- | --- | --- | ------------- |
| Feijenoord Rotterdam                            | \| 11. Juni 1969 in Rotterdam (Stadion Feijenoord) \| \| Ergebnis: 1:1 n. V. (1:1, 1:0) \| \| Zuschauer: 56.321 \| \| Schiedsrichter: Jef Dorpmans \| \| Spielbericht \|                               | \| 11. Juni 1969 in Rotterdam (Stadion Feijenoord) \| \| Ergebnis: 1:1 n. V. (1:1, 1:0) \| \| Zuschauer: 56.321 \| \| Schiedsrichter: Jef Dorpmans \| \| Spielbericht \|                                                                                       | PSV Eindhoven |
| Feijenoord Rotterdam                            | Eddy Pieters Graafland (Eddy Treijtel) – Piet Romeijn, Theo Laseroms, Rinus Israël, Cor Veldhoen – Wim Jansen, Guus Haak – Henk Wery, Ruud Geels, Coen Moulijn – Ove Kindvall Cheftrainer: Ben Peeters | Pim Doesburg – Wim van den Dungen, Pleun Strik, Daan Schrijvers , Sjef Blatter – Lazar Radović, Kresten Bjerre – Bent Schmidt Hansen, Willy Senders (Hendrik Schalks), Jacques van Stippent – Willy van der Kuijlen Cheftrainer: Kurt Linder ( BR Deutschland) | PSV Eindhoven |
| Feijenoord Rotterdam                            | 1:0 Henk Wery (27.) | 1:1 Lazar Radović (77.) | PSV Eindhoven |
| 11. Juni 1969 in Rotterdam (Stadion Feijenoord) | | |               |
| Ergebnis: 1:1 n. V. (1:1, 1:0)                  | | |               |
| Zuschauer: 56.321                               | | |               |
| Schiedsrichter: Jef Dorpmans                    | | |               |
| Spielbericht                                    | | |               |

### Wiederholungsspiel
| Feijenoord Rotterdam                            | Feijenoord Rotterdam | PSV Eindhoven | PSV Eindhoven |
| ----------------------------------------------- | --- | --- | ------------- |
| Feijenoord Rotterdam                            | \| 14. Juni 1969 in Rotterdam (Stadion Feijenoord) \| \| Ergebnis: 2:0 (2:0) \| \| Zuschauer: 58.000 \| \| Schiedsrichter: Jef Dorpmans \| \| Spielbericht \|                         | \| 14. Juni 1969 in Rotterdam (Stadion Feijenoord) \| \| Ergebnis: 2:0 (2:0) \| \| Zuschauer: 58.000 \| \| Schiedsrichter: Jef Dorpmans \| \| Spielbericht \|                                                                                | PSV Eindhoven |
| Feijenoord Rotterdam                            | Eddy Treijtel – Piet Romeijn, Theo Laseroms, Rinus Israël, Cor Veldhoen – Wim Jansen, Guus Haak – Henk Wery, Willem van Hanegem, Coen Moulijn – Ove Kindvall Cheftrainer: Ben Peeters | Pim Doesburg – Wim van den Dungen, Pleun Strik, Daan Schrijvers , Sjef Blatter – Lazar Radović, Kresten Bjerre – Bent Schmidt Hansen, Jacques van Stippent, Willy Senders – Willy van der Kuijlen Cheftrainer: Kurt Linder ( BR Deutschland) | PSV Eindhoven |
| Feijenoord Rotterdam                            | 1:0 Willem van Hanegem (47.) 2:0 Henk Wery (84.) | | PSV Eindhoven |
| 14. Juni 1969 in Rotterdam (Stadion Feijenoord) | | |               |
| Ergebnis: 2:0 (2:0)                             | | |               |
| Zuschauer: 58.000                               | | |               |
| Schiedsrichter: Jef Dorpmans                    | | |               |
| Spielbericht                                    | | |               |